# Arctodictis
Arctodictis és un gènere de marsupial sud-americà extint de la família dels borhiènids que visqué a Sud-amèrica durant el Miocè inferior, fa entre 11 i 21 milions d'anys. Se n'han trobat restes fòssils a l'Argentina i Colòmbia.